# Anisodes immemoraria
Anisodes immemoraria är en fjärilsart som beskrevs av Walker 1866. Anisodes immemoraria ingår i släktet Anisodes och familjen mätare. Inga underarter finns listade i Catalogue of Life.